# Beauzac

Beauzac este o comună în departamentul Haute-Loire, Franța. În 2009 avea o populație de 2,708 de locuitori.